# Pierre Sanz
Pour les articles homonymes, voir Saint Pierre et Sanz.
Pierre Sanz (Pere Sans Jordà) né à Ascó le 3 septembre 1680 et tué à Fou-Tchéou le 26 mai 1747, est un missionnaire dominicain espagnol, vicaire apostolique du Foukien, martyr, qui a été canonisé par Jean-Paul II en l'an 2000.

## Biographie
Pierre Sanz entre au couvent dominicain de Lérida en 1697 et il est ordonné prêtre en 1704; il part pour la Chine, arrivant en 1713 à Manille, et plus tard dans la province du Foukien en 1715. Réfugié à Canton à cause d'une vague de persécution, il est en 1730 nommé évêque titulaire de Mauricastre (de) et vicaire apostolique du Foukien (Fujian aujourd'hui). Il doit ensuite s'enfuir à Macao. Il retourne en 1738 dans le Foukien, évangélisant, soignant les malades et les indigents. Il est finalement capturé en 1746. Il est emprisonné, torturé et décapité pendant une persécution contre les chrétiens ordonnée par la dynastie Qing (Tsing). Il y a quatre autres martyrs dominicains espagnols à la même époque; ce sont François Serrano, Joachim Royo (en), Jean Alcober et François Diaz.
Pierre Sanz est béatifié en 1893 par Léon XIII et canonisé par Jean-Paul II en l'an 2000 avec d'autres martyrs de Chine. 
Son éloge se lit dans le martyrologe romain à la date du 26 mai; la mémoire des saints martyrs de Chine se célèbre le 9 juillet.